# Saison 2 de The Haunting
« The Haunting of Bly Manor » redirige ici. Pour le roman d'Henry James, voir Le Tour d'écrou.
Chronologie
 Saison 1 : The Haunting of Hill House
The Haunting of Bly Manor, ou Bly Manor : La Dernière demeure au Québec, est la deuxième saison de la série télévisée d'anthologie américaine The Haunting.
Cet article présente le guide des épisodes de cette deuxième saison.

## Synopsis
Elle suit l’histoire d’une gouvernante gardant deux orphelins dans une vaste maison de campagne en proie à des phénomènes étranges et paranormaux.

## Généralités
- Cette deuxième saison est librement adaptée des nouvelles Le Tour d'écrou et Le Roman de quelques vieilles robes d'Henry James.
- En plus de sa libre adaptation de ces deux nouvelles, la série fait de nombreuses références à d'autres récits d'Henry James, que ce soit par les titres d'épisodes, certains personnages ou faits du scénario : Le Coin plaisant, La Bête dans la Jungle, Owen Wingrave...
- L'un des thèmes principaux de la saison, toujours composés par les Newton Brothers, reprend la chanson O Willow Waly du film Les Innocents (1961) qui était lui-même déjà une adaptation du Tour d'écrou d'Henry James[1].
- Elle est mise en ligne intégralement le 9 octobre 2020 sur le service Netflix dans tous les pays où ce dernier est disponible.

## Distribution

### Acteurs principaux
- Victoria Pedretti (VF : Leslie Lipkins) : Dani Clayton
- Oliver Jackson-Cohen (VF : lui-même) : Peter Quint
- Amelia Eve (VF : Kar Line Heller) : Jamie
- T'Nia Miller (VF : Virgine Emane) : Hannah Grose
- Rahul Kohli (VF : Tanguy Goasdoué) : Owen Sharma
- Tahirah Sharif : Rebecca Jessel
- Amelie Smith (VF : Clara Quilichini) : Flora Wingrave
- Benjamin Evan Ainsworth (VF : Cécile Gato) : Miles Wingrave
- Henry Thomas (VF : Sylvain Agaësse) : Henry Wingrave

Photos des acteurs principaux
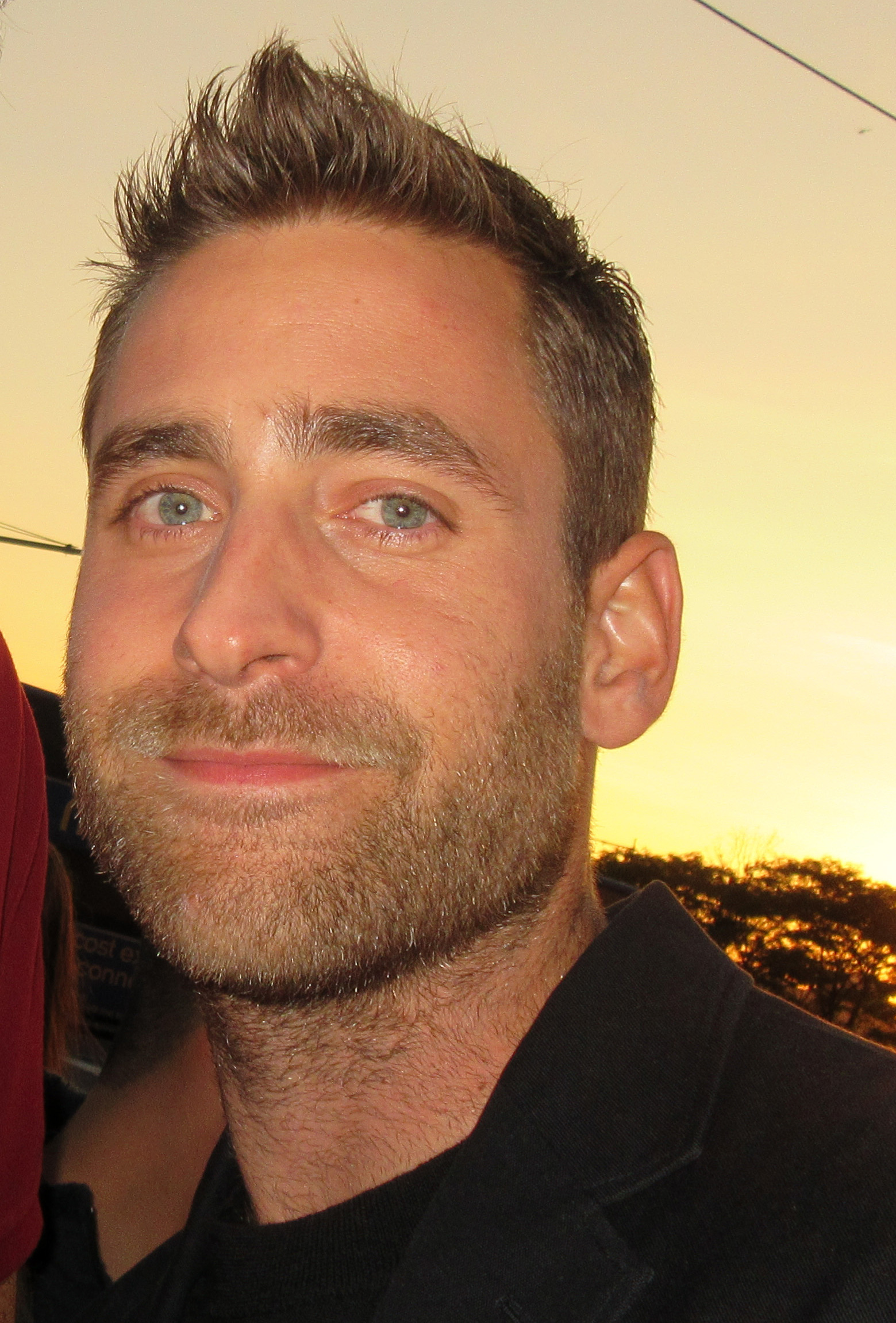
Oliver Jackson-Cohen interprète Peter Quint
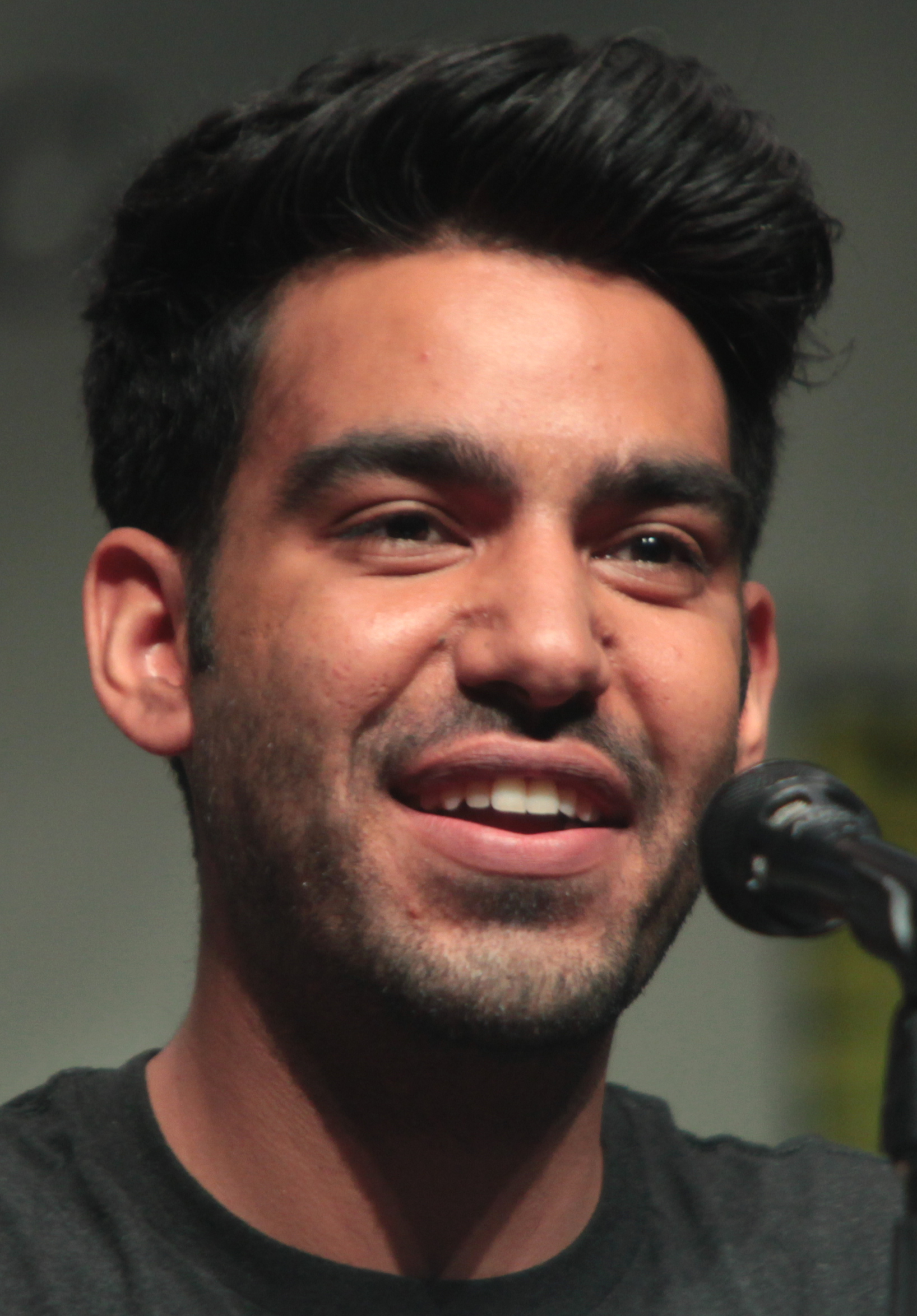
Rahul Kohli interprète Owen

### Acteurs récurrents
- Kate Siegel : Viola Willoughby
- Catherine Parker : Perdita Willoughby
- Alex Essoe : Charlotte Wingrave
- Carla Gugino (VF : Marjorie Frantz) : Jamie plus vieille

Photos des acteurs récurrents
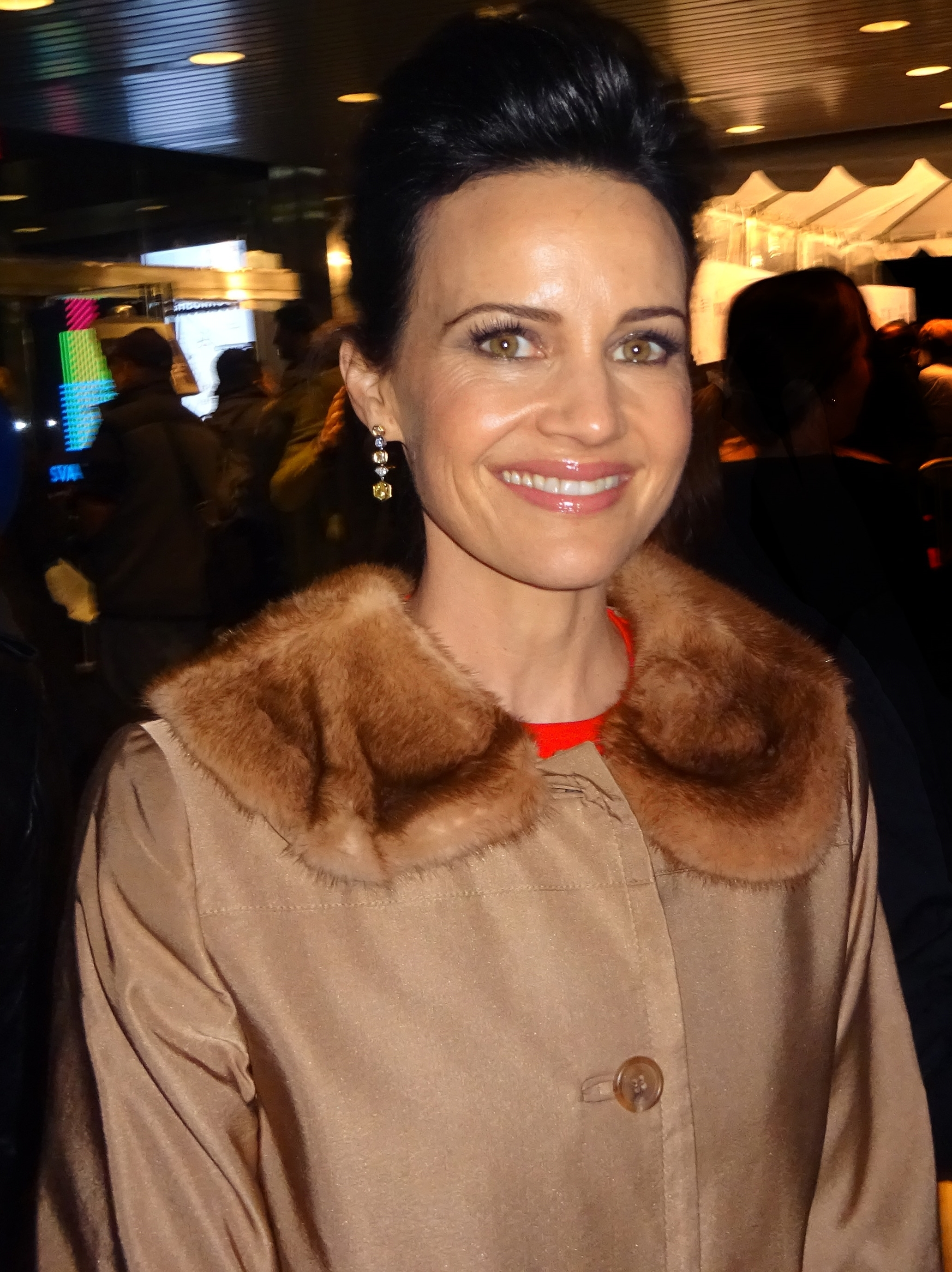
Carla Gugino

## Épisodes

### Épisode 1:Un lieu de rêve
- : 9 octobre 2020 sur Netflix

### Épisode 2:L'Élève
- : 9 octobre 2020 sur Netflix

### Épisode 3:Les Deux Visages - Partie 1
- : 9 octobre 2020 sur Netflix

### Épisode 4:Comment tout arriva
- : 9 octobre 2020 sur Netflix

### Épisode 5:L'Autel des morts
- : 9 octobre 2020 sur Netflix

### Épisode 6:Le Coin plaisant
- : 9 octobre 2020 sur Netflix

### Épisode 7:Les Deux Visages - Partie 2
- : 9 octobre 2020 sur Netflix

### Épisode 8:Histoire singulière de quelques vieux habits
- : 9 octobre 2020 sur Netflix

### Épisode 9:La Bête dans la jungle
- : 9 octobre 2020 sur Netflix